# Teateråret 1993

## Händelser

### Februari
- 11 februari - Musikalen "Fantomen på operan" med Mikael Samuelson spelas för 767:e gången på Oscarsteatern [1].
- 27 februari - Kristina Lugns pjäs Tant Blomma har premiär på Dramaten.[2]

### Okänt datum
- Elisabeth Söderström blir konstnärlig ledare för Drottningholms slottsteater
- Lars Rudolfsson blir chef för Malmö musikteater

## Priser och utmärkelser
- O'Neill-stipendiet tilldelas Lena Endre
- Thaliapriset tilldelas Ingvar Hirdwall

### Guldmasken
| Kvinnlig huvudroll:             | Sara Lindh                         | Djungelboken             |
| Manlig huvudroll:               | Anders Eriksson och Claes Eriksson | Grisen i Säcken          |
| Kvinnlig biroll:                | Stig Grybe                         | Karlsson På Taket        |
| Manlig biroll:                  | Robert Gustafsson                  | Parneviks Cirkusparty    |
| Kvinnlig huvudroll i talpjäs:   | Kategorin finns ej                 | '                        |
| Manlig huvudroll i talpjäs:     | Kategorin finns ej                 | '                        |
| Kvinnlig biroll i talpjäs:      | Kategorin finns ej                 | '                        |
| Manlig biroll i talpjäs:        | Kategorin finns ej                 | '                        |
| Regi:                           | Okvin                              | Grisen i Säcken          |
| Koreografi:                     | Peter Björk                        | Parneviks Cirkusparty    |
| Scenografi:                     | Bengt Peters                       | Parneviks Cirkusparty    |
| Kostym:                         | Stephan Wåhlberg                   | Parneviks Cirkusparty    |
| Barn- och Familjeföreställning: | Kategorin finns ej                 |                          |
| Föreställning:                  | Kategorin finns ej                 |                          |
| Bäste artist:                   | Kategorin finns ej                 |                          |
| Teaterchefernas pris:           | Kategorin finns ej                 |                          |
| Juryns specialpris:             | Patrik Lundström                   | The Buddy Holly Show     |
| Privatteatrarnas pris:          | Michael Samuelsson                 | The Phantom Of The Opera |

Se vidare MusikalNet listor över pristagare

## Årets uppsättningar

### Okänt datum
- Ronja Rövardotter i Gunnebo sommarspel
- Nils Poppe gör sin sista föreställning, Bröderna Östermans huskors på Fredriksdalsteatern i Helsingborg.

## Avlidna
- 29 januari – Eva Remaeus, 42, svensk skådespelare.
- 13 april – Sten Ardenstam, 72, svensk skådespelare, komiker och revyartist.
- 12 maj – Ulf Palme, 72, svensk skådespelare och regissör.